# Végvári Rezső
Végvári Rezső (Budapest, 1931. július 26. – 2023. december 14.) magyar koreográfus, zeneszerző.

## Életpálya
Tanulmányait a Színház és Filmművészeti Egyetemen végezte, 1955-ben diplomázott, mint koreográfus. Zeneszerzést a Bartók Béla Zenekonzervatóriumban, Major Ervinnél tanult.

Végvári Rezső főiskolai éveiről a Vasas Művészegyüttes Tánckarának Története (1998) című kiadvány a következőket írja:
"...1951-ben Szalay Karola a Vasas Központi Művészegyüttes tánckarának vezetője a Színművészeti Főiskolára járó fiatal Végvári Rezsőt vette maga mellé asszisztensnek. Végvári ekkor a lehető legnagyobb anyagismerettel rendelkezett, hiszen a Főiskola Koreográfusi Szakán az akkori évek legszínvonalasabb képzése folyt. A diákok eredeti filmekről tanulmányozhatták a gyűjtéseket, és sokirányú elméleti képzést kaptak. Szalay Karola így Végvári Rezső révén friss és eredeti anyaghoz jutott.... Végvári koreográfusként is szóhoz juthatott Szalay Karola mellett.."
Pályáját főiskolásként a Vasas Központi Művészegyüttesben kezdte, ahol 1962-ig vezette a tánckart. A Táncművészet 1956 májusi számában a következőket írták:
"...IV. Vasas Fesztivál A bemutatók a tánc szempontjából is érdekesek voltak..."
"A Vasas Központi Művészegyüttes tánckara az idén igen igényes műsorral lépett a közönség elé. Műsorukon magyar és szovjet koncert-számok , klasszikus zenekari műre készült koreográfia és dramatikus táncjáték szerepel. A tánckart dicséret illeti a lelkes fáradhatatlan munkáért, amit a műsor előkészítésében végzett... "
"A Vasas együttes tánckarát az ősz folyamán szervezték át, ennek következtében sok fiatal táncos került az együttesbe..."
"A műsor legjobban sikerült műve András Béla zenéjére Végvári Rezső készített koreográfia a Bajusz című nagyobb lélegzetű dramatikus táncjáték. Ezen látszott az alapos munka, mind az alkotás, mind az előadás tekintetében. A táncrészek kidolgozottak és a koreográfus a tánc nyelvén ötletesen mondja el az eseményeket... Ha a címet olvassuk, önkéntelenül Arany vígeposzára gondolunk. A Bajusz bemutatója értékes kezdeményezés, amatőr együttesnél első kísérlet ez az önálló dramatikus táncjáték. A koreográfus a tánc nyelvén jól, érthetően fejezi ki gondolatait. A csoporttáncok is szervesen kapcsolódnak a mű cselekményéhez. különösen jól sikerült a férfiak gúnyoló verbunkja, a koreográfus alkotó készségét dicséri a szerelmesek szép, kifejező, lírai kettőse. Szines, mozgalmas jelenet a cigányok megjelenése és bűvölő tánca. A cigánylány megjelenésekor megcsillan a karikírozott drámaiság. A négy főszereplő közül Szűcs György (Honula István) és a cigánylány (Herceg Jutka) alakították igen tehetségesen szerepüket... A tánckar lelkesen hangulatosan vett részt a cselekményben... A zene végig szorosan kapcsolódik a táncjáték cselekményéhez. A jellemeket élesen rajzolta meg..."
A Népszavában a koreográfia kezdeményező értékeire hívja fel a figyelmet Rajk András:
"A tánckar teljesítményére, kezdeményezéseire a fiatal és igen tehetséges Végvári Rezső koreográfiáira hivatásos együtteseinknek is fel kell figyelniük... Úgy véljük, hogy Arany János Bajusz c tréfás költeményének, táncjátékká történt rendkívül eredeti feldolgozása táncmozgalmunk jelentős eseménye..."
A Vasas Művészegyüttes Tánckarának Története című összeállításban Szilágyi Gábor a következőket írja:
" A Bajusz sikere ahhoz is hozzásegítette a tánckart, hogy önálló műsor félidővel jelentkezzék. Ekkortól egy-egy műsorban lehetőséget kaptak, hogy egy teljes félidőt, csakis táncszámokkal töltsenek ki. Ezt nagy előrelépésnek tekinthetjük, ha visszagondolunk a tánckar szokásosan mellékes, színező, oldó szerepére. Valódi önállóságról még nem lehetett szó, csupán a tánckar jelentősége nőtt, tekintélye erősödött az Együttesen belül. A táncosoknak önálló tánckari műsorra, csak 1960-ban nyílt lehetőségük..."

"Végvári Rezső táncos és alkotói lendülete sokat jelentett a tánckar életében... Végvári mindenhez hozzányúlt: ha koncert, tánc pályázatot hirdettek, benevezett. Legényesével első helyezett lett. Ha kellett táncolt, ha jó táncosai voltak, szólista igényeket támasztó koreográfiákat készített s maga adta elő partnereivel. Nagy létszámú szviteket, táncjátékokat komponált. figyelte a táncmozgalom irányzatait is. Akkoriban az iránymutató Állami Népi együttes, illetve Rábai Miklós éppen a triós számaival, táncjátékaival arat osztatlan sikert. Végvári Rezső sokat kezdeményezett, új műfajokkal próbálkozott. Bartók Béla táncszínpadi alkalmazásával is kísérletezett. Többek között Bartók Magyarországi Román Táncok című kompozíciójára készített koreográfiát..."

"A Vasas táncszak életében két szakmai fórum jelentette a legnagyobb ösztönző erőt. az egyik a Vasas Szakszervezet évente megtartott Vasas Zenei Fesztiválja, az együttesek éves seregszemléje, amelyekre Végvári Rezső vezette tánckar általában új művekkel készült, így biztosítva az állandó friss hatást, rendszeres alkotó tevékenységet. A rendezvény nem volt ugyan verseny jellegű, de lehetővé tette az összemérést, egymás munkájának folyamatos figyelemmel kísérését... A Fesztivál többnyire egy-egy téma, vagy műfaj köré rendezve mutatta be az együtteseket. A IV. Vasas zenei fesztivál 1956 április 14-29 között egyik napján a Dallal, tánccal a Föld körül című esten baráti népek táncaiból állították össze a színes táncműsort. Ekkor a négy másik együttes mellett a központi tánckar két jelentős új Végvári Rezső koreográfiát mutatott be a Cigányvirtust és a Bajusz című táncjátékot. Az V. fesztivál (november 22-december 15) egyik programja a Táncjátékok és balladák címet viselte érzékeltetve, hogy a két műfajon belüli koreográfiákat fűzi egybe. Ugyanekkor a Magyar Tájak Táncai című esten az együttesek folklórfeldolgozásaikkal szerepeltek. A nagyszabású Vasas zenei fesztiválok általában két hétig tartottak s minden este más, más műsor követte egymást. Ezek a rendezvények ösztönözték a tánckar munkáját...
Sztálinvárosban más jellegű találkozót ígértek. A rövid két- három napos táncrendezvények csak a tánckaroknak nyújtottak találkozót. Fontos fórum volt az együttes tánckara számára. Sztálinvárosban csak Vasas együttesek fordultak meg, de sokszor hívtak meg más szakszervezetekhez tartozó tánckarokat, sőt , néha külföldi együttest is. 1960-ban a III. Országos Vasas Fesztivál az Építők Központi Táncegyüttesét a Chamonix együttest és az ideiglenesen hazánkban tartózkodó Szovjet Haderők Együttesét látta vendégül. A Vasas Szakszervezethez tartozó táncegyüttesek ezeken a találkozókon is összemérhették erejüket és a Központi Együttes is figyelemmel kísérhette a vidéki kisebb tánckarok szépen fejlődő tevékenységét. A II. Országos találkozón 8 Vasas és 3 vendég együttes három napos táborozáson vett részt, ahol a nyitó és záróünnepség közös táncait tanulták meg. A mintegy 160 táncos, nagyszabású közös nyitótáncát Ünnepi Bokréta és a hasonlóan grandiózus záró Virágköszöntő-t Végvári Rezső tanította be az együtteseknek."

"1954-ben útnak indult a Néptáncosok Bemutató Színpada, ami igazi nyílt fóruma volt az amatőr táncegyütteseknek. A Fórumot a Népművelési Intézet támogatta. A rendszeresen jelentkező estek hol egy két együttes számára, hol egy alkotó, vagy egy tánctípus különböző feldolgozásainak számára teremtettek bemutatkozási lehetőséget. A Vasas együttes tánckara 1959 februárjában a cigány táncokat fókuszba állító esten szerepelt. Végvári Rezső szerelmi hármasa a Cigányvirtus nagy sikert, szakmai elismerést kapott. Kaposi Edit megjegyzi, hogy "...a koreográfia stílusa és mondanivalója, valamint a mű feszültsége és az ábrázolás mélységre törekvő ábrázolásmódja kiemelkedővé teszi a művet. A romantikus színezetű kamaratánc sikeréhez a három előadó: Herceg Judit, Végvári Rezső és Galambos Tibor technikai tudását is hozzászámíthatjuk, hiszen a két férfi hivatásos táncos volt. Herceg Judit nagyszerű előadó és táncosnő..."
A koreográfiáról szólva Kónya Lajos megjegyzi, "a mű zenéje és koreográfiája jellegében műzenei és balettkari produkció. A koreográfia eltáncolása magas szintű tánctudást, kamara jellegénél, drámaiságánál fogva jelentős színészi erényeket mutatott...".
Ez év októberében a Néptáncosok Bemutató Színpadán is fellépett a Vasas Tánckar. Végvári Rezső kedves, rondó formájú Toppanós táncát adják elő az "Apró gyöngyszemek a magyar és baráti népek táncaiból" című esten.
1959 januárjában az Együttest nagy dicsőség éri: a Vasas Központi Művészegyüttes magas állami kitüntetést, a Munka Vörös Zászló Érdemrendjét kapja meg. A megtisztelő kitüntetést Marosán György, az MSzMP Politikai Bizottságának tagja, a KB titkára – egykori Vasas énekkari tag – adta át. A gratulációk mellett, a Népművelés folyóirat hasábjairól megtudhatjuk. hogy "...a tánckar fontos kezdeményező szerepével érdemelte ki a magas elismerést. Az új műfaj, a drámai táncjáték, mely már korán megjelent a magyar és külországbeli néptáncok mellett, táncegyütteseink műsorán. ez az új műfaj, erősen serkenti az alkotó kedvet. kísérletezésében Végvári Rezső és az általa vezetett Vasas Központi Művészegyüttes Tánckara járt elől..."
A tánckar jó közösséget alkotott, a fiatal táncosok lelkesen jártak a próbákra, a szereplésekre. Közösen jártak kirándulni, jó csapat volt, melyet Végvári Rezső remekül összefogott, közösséggé kovácsolt. 
A tánckarban, ebben a korszakban számtalan tehetséges táncos nevelkedett, akik közül többen hivatásos együtteseknél is jól megállták a helyüket. Többek között: Szó István, Wappler Amália, Ivanov Péter, Péterfy Miklós, Gyöngyösi Mihály, Tettau Mariann, Gyenge Sándor, Steiner Imre, Halász József, Bernát Sándor, Gáts Lívia, Császár Anikó, Szokolyi Teréz, Móritz Éva, Rainer Gabriella, Bodóczky Margit, Németh Jenő, Szeghalmi Erzsébet, és a többiek.
1961-ben ismét nagy próbatétel előtt állt az Együttes. A franciaországi Dijonba készültek a híres és rangos Nemzetközi Táncfesztiválra. Az utazást nagy készülődés, komoly szakmai munka előzte meg. Kis létszámú utazó tánckart kellett szervezni, a táncokat a kis létszámú karra kellett átformálni. A tánckar mellé, kis létszámú zenekart szerveztek. Az út rendkívüli sikert hozott a Végvári Rezső vezette tánckarnak, amely a Fesztivál legnagyobb díját az Ezüstláncot kapta meg a szigorú zsűritől. A Dijon-i út sikere után a Vasast meghívták a SZOT együtteseket felvonultató bemutatóra, ahol a tánckar nagyon sikeresen szerepelt.
Közben és később is, több amatőr néptáncegyüttesnél dolgozott koreográfusként és zenei vezetőként. Gödöllőn megalapította, majd 20 éven át irányította a "Csárdás" Együttest. Táncosaival, zenészeivel Európa-szerte sok nemzetközi fesztiválon vett részt, jelentős díjakat nyerve (pl. 1961-ben Dijonban az "Ezüst nyaklánc"-ot).
1950-es évektől kezdve az alkotói munka mellett néptánc- és népzenekutatással foglalkozott. A gyűjtött hangzó anyagokból készített feldolgozásai rádió-televízió műsorokban és hanglemezeken jelentek meg.
1969-től kezdve a Magyar Rádió zenei rendezőjeként szerteágazó feladatkört látott el: amellett, hogy számtalan zenei felvételt készített, előadásokat tartott zenei témákról, és a magyar tánckultúráról. Számba vette és bemutatta a romániai magyar zeneszerzőket. Újjászervezte és irányította a rádió nagy múltú népzenekarát. Saját műveiből mintegy 300 rádió felvétel készült.
1974-82 között a BM Duna Művészegyüttes karnagya volt.
Dolgozott a 100 Tagú Cigányzenekarnál is mint zeneigazgató; 1987–88-ban részt vett az ausztrál- új-zélandi turnén és ez időben készült az együttesről a mindmáig egyetlen lemezfelvétel.
Tagja a Magyar Alkotóművészek Országos Egyesületének, valamint az ARTISJUS-nak.
Gyémántoklevelet kapott 2015-ben a Színház és Filmművészeti Egyetemen.

## Magánélete
- Szülei: Végvári Rezső, Pollák Mária Gizella[4]
- Apai nagyszülei: Werner Rezső, Novomesky Ernesztina
- Anyai nagyszülei: Pollák János Lajos, Lontscharitsch Gizella
- Felesége: dr. Bede Ildikó
- Gyermekei: V. Zoltán (sz. 1961), V. László (sz. 1965)

## Főbb művei

### Koreográfiák
| Cím                           | Zene             | Bemutató | Egyéb                                                 |
| ----------------------------- | ---------------- | -------- | ----------------------------------------------------- |
| Orosz leánytánc               | Borlói Rudolf    | 1953     |                                                       |
| Inaktelki legényes            |                  | 1953     |                                                       |
| Kalotaszegi legényes          | Vavrinecz Béla   | 1953     |                                                       |
| Somogyi Pásztortáncok         | Borlói Rudolf    | 1955     |                                                       |
| Leningrád-vidéki leánytánc    |                  | 1955     |                                                       |
| Saraband és romanesca         |                  | 1955     |                                                       |
| Bolgár legénytánc             | Vavrinecz Béla   | 1955     |                                                       |
| Dinnyelopás (táncjáték)       | Borlói Rudolf    | 1955     |                                                       |
| Sej veres az ég (leánytánc)   | Borlói Rudolf    | 1955     |                                                       |
| Moldvai csángó magyar táncok  | Petrovics Emil   | 1955     |                                                       |
| Tatár tánc                    | Igor Mojszejev   | 1956     |                                                       |
| Bajusz (táncjáték)            | András Béla      | 1956     |                                                       |
| Szatmári fergeteges           | András Béla      | 1956     |                                                       |
| Magyarországi román táncok    | Bartók Béla      | 1956     |                                                       |
| Székely verbunk (legényes)    | András Béla      | 1956     |                                                       |
| Albán kendőstánc              | Borlói Rudolf    | 1957     |                                                       |
| Három székely paraszttánc     | Weiner Leo       | 1957     |                                                       |
| Háry toborzó                  | Kodály Zoltán    | 1957     |                                                       |
| Cigányvirtus (Cigányszerelem) | Borlói Rudolf    | 1957     | Táncosok: Herceg Judit, Végvári Rezső, Galambos Tibor |
| Matyó táncok                  | Grabócz Miklós   | 1957     |                                                       |
| El kéne indulni (táncjáték)   | András Béla      | 1957     | Írta: Kispista István; Rendezte: László Endre         |
| Napraforgó (táncjáték)        | András Béla      | 1958     | Rendezte: Széchy Ferenc                               |
| Erdélyi táncok                | Bartók Béla      | 1958     |                                                       |
| Háry intermezzo               | Kodály Zoltán    | 1958     |                                                       |
| Régi magyar táncok            | András Béla      | 1958     |                                                       |
| Kalotaszegi toppantós         | Vavrirecz Béla   | 1959     |                                                       |
| Cseh táncok                   | András Béla      | 1959     |                                                       |
| Pásztortánc (Rondó I)         | Bartók Béla      | 1959     |                                                       |
| Boros tánc                    |                  | 1959     |                                                       |
| Palotás                       |                  | 1959     |                                                       |
| Első magyar körtánc           | Rózsavölgyi Márk |          |                                                       |
| Sarkantyús tánc (verbunk)     | Vavrinecz Béla   | 1960     |                                                       |
| Pendely (mesejáték)           | András Béla      | 1960     |                                                       |
| Négy régi magyar tánc         | Bengráf József   | 1960     |                                                       |
| Lippentős                     |                  | 1961     |                                                       |
| Toborzó                       | Kodály Zoltán    |          |                                                       |
| Moldvai Csángó táncszvit      | Petrovics Emil   |          |                                                       |
| Régi magyar táncok            |                  |          |                                                       |
| Sárpataki csűrdöngölő         |                  |          |                                                       |
| Szakolcai cséphadaró tánc     |                  |          |                                                       |

Alkalmanként más koreográfiáinál is jelen volt és a betanításért volt felelős, mint például Szöllösy Szabó Első magyar körtáncánál.

### Zeneművek
- Inaktelki muzsika

- Mezőségi táncok

- Divertimento

- Gyerővásárhelyi csárdás

- Hétfalusi boricatánc

- Lakodalmas tánc

- Galántai verbunkdallamok

- Táncmozaik

- Magyar táncok a XVIII. századból

- Táncdallamok az Apponyi Kódexből

- Szabad Madár népdalszvit

### Népdalfeldolgozások
- Andor Éva, Béres Ferenc, Bikfalvy Júlia, Bodza Klára, Budai Ilona, Dévai Nagy Kamilla, Ferencz Éva, Kalmár Magda, Kerekes Tóth Erzsébet, Marczis Demeter, Palcsó Sándor, Szántai Ildikó, Szőkefalvy Nagy Katalin, Tekeres Sándor, Tihanyi József, Tréfás György, Zempléni Mária és mások részére.
- Lajtha László zongorakíséretes népdal-feldolgozásainak hangszerelése szimfonikus zenekarra (15 dal), Kemény Klió, Melis György, Moldován Stefánia és Palcsó Sándor közreműködésével

## Népzene- és néptánckutató és gyűjtő tevékenység
Első gyűjtőútjára 1952-ben Kodály Zoltán indította el, Karancs-alji falvakba, Sárosi Bálinttal és Avasi Bélával. Ugyanebben az évben főiskolásként járt először a Bukovinából áttelepült székelyek és a moldovai csángók között. 1952-1991 között magnetofonnal és filmfelvevővel bejárta Magyarország, Erdély, Felvidék és Moldova falvait, fiatalos lelkesedéssel összegyűjtött 1786 népdalt és 30 hangszeres néptáncot majd 20 kotta kötetben lejegyezte. Ezeknek a népdaloknak egy része közlésre került a Bartók Béla és Kodály Zoltán által alapított XII kötetes Magyar Népzene Tárában. 2022-ben Végvári Rezső: Dunapataji népdalgyűjtemény címmel kiadásra kerül 170 népdal, az MTA Zenetudományi Intézetének gondozásában.

## Előadások, műsorok, hanglemezek
- Magyar táncokról (előadás sorozat a Magyar Rádióban, 1972-73)
- A verbunkos zene története (műsorok a Magyar Televízióban, 1997)
- "Nézd a tánc nemeit!" – Magyar táncok irodalmunk és a korabeli krónikák tükrében (előadások a Magyar Rádióban, 1993-94)

### LP-k aHungarotonés Radioton kiadásában (1972–1991)
- - Magyar táncok (Állami Népi Együttes)
  - Cigánydalok (Madarász Katalin, Duna Művészegyüttes)
  - Rigómadár szépen fütyül (Kovács Apollónia, Ötvös Csaba, Lugosi Tibor, Duna Művészegyüttes)
  - A 100 tagú Budapest Cigányzenekar
  - "Gyere ki te gyöngyvirág" (Kerekes Tóth Erzsébet)
  - Hej Rákóczi! Nagy Csaba tárogatózik